# Köröstárkány község
Köröstárkány község (románul: Comuna Tărcaia) község Bihar megyében, Romániában. Központja Köröstárkány, beosztott falvai Mérág, Tatárfalva, Tárkányka.

## Népessége
A 2011-es népszámlálás adatai alapján a község népessége 1969 fő volt.